# Droit de visite et d'hébergement
En France, le droit de visite et d'hébergement est un concept légal relevant du droit de la famille. Ce droit consiste à « recevoir chez soi les enfants en fin de semaine et pendant une partie des vacances scolaires », dans le cadre d'une convention ou d'un jugement de séparation ou de divorce. Le droit de visite et d'hébergement est accordé au parent chez qui l’enfant n’a pas la résidence principale.
Dans la majorité des cas, il s'agit d'un droit de visite et d'hébergement sans surveillance : le parent emmène l'enfant à son domicile ou bien passe du temps avec lui à l'extérieur. Le droit de visite et d'hébergement sous surveillance signifie qu'un adulte tiers doit être présent et qu'un jugement peut éventuellement imposer que la visite se déroule dans un lieu défini. Un droit de visite à distance est l'utilisation de système vidéos de discussion pour exercer le droit de visite sans contact physique.
La notion de droit de visite et d’hébergement n’existe pas dans le cas d’une résidence alternée qui implique une domiciliation de l’enfant chez chacun de ses deux parents.